# Mario Danesi
Mario Danesi fue un actor de cine, teatro y radio cuyo nombre real era Domingo Mariano Ginés Danesi, que nació en  la ciudad de Buenos Aires Argentina el 30 de abril de 1895 y falleció en la ciudad de Mar del Plata el 15 de febrero de 1978.

## Trayectoria profesional
Danesi, que tenía un curioso parecido físico con Carlos Gardel, se inició en la actuación teatral en 1920 y en esa década formó compañía con Blanca Podestá y luego con Elsa O'Connor, con la que años después trabajaría en radioteatros. Entre sus trabajos se recuerda el cumplido en 1933 en Mirandolina de Carlo Goldoni dirigido por Luigi Pirandello, y ese mismo año actuó en teatro dirigido por Antonio Cunill Cabanellas. Integró el elenco del Teatro Nacional de Comedia en 1936 y en 1940 formó compañía con Blanca Podestá. El 1 de diciembre de 1944 la compañía encabezada por Rosa Rosen y Mario Danesi estrenó en el Teatro Ateneo la obra La Señorita Julia de August Strindberg, con dirección de Enrique Gustavino, En 1946 actuó en el Teatro Nacional Cervantes en las obras Marco Severi dirigida por Orestes Caviglia entre el 3 de abril y el 10 de mayo, en Ser o no ser dirigida por Iris Marga entre  el 3 de mayo  y  el 24 de julio, en El amor del sendero dirigida por Armando Discépolo entre el 5 de julio y el 4 de agosto y en El hombre y su pecado dirigida por Armando Discépolo entre el 14 de agosto y  el 31 de agosto.
En 1948 dirigió en el Teatro Nacional Cervantes Los muertos y La montaña de las brujas. Al año siguiente la compañía encabezada por Blanca Podestá y Mario Danesi protagonizó en el Teatro Smart la obra El barro humano y El rosal de las ruinas.
En cine debutó en 1933 en Los tres berretines dirigido por Enrique Telémaco Susini y tuvo un papel protagónico en Murió el sargento Laprida (1939). Continuó trabajando en el cine y el teatro en los años siguientes.

## Vida personal
Hijo de Mariano Danesi (inmigrante italiano de Limano, Lucca) y de Matilde Rosas Sevelín (mendocina), y hermano de Ángel Félix Danesi (1898/1980) quien fue compositor y bandoneonista y tenía su propia orquesta de tango.
Estuvo casado desde la década del 20 hasta su muerte con la actriz Olga Ramos Lynch.

## Filmografía
Participó en los siguientes filmes:
Actor
- Tiernas ilusiones    (1961)
- Los acusados    (1960)
- Corazón fiel    (1954) …Varenes
- La encrucijada    (1952) …Director del penal
- Tierra extraña    (1951)
- Murió el sargento Laprida    (1939) …Sargento Laprida
- La que no perdonó    (1938) .... Daniel Hernandarias
- La vuelta al nido    (1938)
- Adiós Buenos Aires    (1938) …Esposo de Isabel
- Ayer y hoy    (1934)
- Los tres berretines    (1933)

## Teatro
- 1948: La enemiga, con la Compañía teatral de Blanca Podestá, junto con un destacado elenco entre las que se encontraban Elisardo Santalla, Lilia del Prado, Blanca Vidal, Manolita Serra, Cecilia Reyes, Mary Rey, Amalia Britos, Pedro Aleandro, Américo Acosta Machado, Alfredo Distasio y Jorge de la Riestra.[13]